# Бир ле Темплије
Бир ле Темплије (фр. Bure-les-Templiers) насеље је и општина у источном делу централне Француске у региону Бургоња, у департману Златна обала која припада префектури Монбар.
По подацима из 2011. године у општини је живело 137 становника, а густина насељености је износила 3,91 становника/km². Општина се простире на површини од 35,03 km². Налази се на средњој надморској висини од 315 метара (максималној 483 m, а минималној 302 m).

## Демографија
| 1962. | 1968. | 1975. | 1982. | 1990. | 1999. | 2011. |
| ----- | ----- | ----- | ----- | ----- | ----- | ----- |
| 187   | 211   | 172   | 154   | 130   | 150   | 137   |

График промене броја становника у току последњих година